# Île Midwinter
Die Île Midwinter (französisch) ist eine kleine Insel im Géologie-Archipel vor der Küste des ostantarktischen Adélielands. Sie liegt ostsüdöstlich des Cap André Prud’homme in der Baie Pierre Lejay.
Französische Wissenschaftler benannten sie nach dem Umstand, dass die ersten gravimetrischen Messungen von ihnen zur antarktischen Wintersonnenwende am 21. Juni 1958 hier durchgeführt wurden.